# Mechanický pomeranč (kniha)
Mechanický pomeranč (původně anglicky A Clockwork Orange) je román z roku 1962, jehož autorem je britský spisovatel Anthony Burgess. Do češtiny jej přeložil Ladislav Šenkyřík, který z lingvistických a historických důvodů místo ruštiny (originálního základu fiktivního jazyka týnů) použil směs anglicismů, rusismů, germanismů a romismů. Kniha byla časopisem Time vybrána mezi sto nejlepších anglicky psaných románů z období 1923 až 2005.

## Obsah knihy
Kniha je rozdělena na 3 části začínající pokaždé slovy: „Co teda jako bude, he?“

### 1. část
Hlavní postavou a vypravěčem je mladý Alex, který namísto školy chodí do krámků s hudbou a posléze ji poslouchá u sebe v pokoji na posteli. Na rozdíl od svých vrstevníků je však vášnivým posluchačem vážné hudby – především Beethovena. Ze začátku knihy nás Pokorný Vypravěč, jak se Alex nazývá, zavede do ukázkového večera, kdy se nejprve se svou partou sejde v mléčném baru Korova (zde pili tzv. mlíko plus – mléko namíchané s různými drogami). Poté se jako parta sebrali a vyrazili ven zmlátit starší lidi nebo přepadat mladé holky, aby nakonec skončili v baru, kde koupí skotskou starým dámám, které jim opilé potvrdí alibi. Takhle probíhá prakticky každý večer, aniž by je někdo chytil (díky již zmíněným starým dámám). Jako „přilepšení“ a „osvěžení“ se vydají na větší tah do bytů a domů, kde znásilňují manželky, mlátí manžely a samozřejmě kradou, aby mohli příštího večera zopakovat svůj „rituál“. Celá dlouhá noc končí znovu v Korově, ale tahle skončí trochu jinak. Do podniku přijde společnost, v níž jedna žena zazpívá jeho oblíbenou árii, kterou Tupoun (nejméně inteligentní člen party) ocenil prskáním. Za což jej Alex udeřil. Protože se prohlásil za vůdce party, dostal se do konfliktu se zbytkem jeho „členů“, kteří mu tuto vizi zpochybňovali. Na usmířenou přijal jejich návrh na velkou akci, kdy se vkradou do Fary, kde žila stará žena s kočkami. Alex se dostane dovnitř, ale ženu udeří tvrdě při potyčce do hlavy. Na útěku z bytu je omráčen Tupounovým řetězem, aby jej našla na místě policie. První část končí tím, že se Alex, kterému ještě nebylo 15 let, dostává do vězení za vraždu starší ženy.

### 2.část
Náš Pokorný Vypravěč se tedy ocitá ve vězení STANAZU (Státní nápravné zařízení). S většinou kriminálníků si rozuměl a postupem času si zde začal budovat pozici za pomoci místního kaplana, jehož si získal na svou stranu studiem Bible a dobrým chováním. Za jeho vlivu by se snad dostal z vězení dříve na podmínku, ale jelikož se mu nechtělo čekat déle, než bylo nutné, souhlasil s programem dr. Ludovica. (Nabídli mu jej, jelikož jednoho dne do cely přibyl nový vězeň, kterého on a jeho spoluvězni ukopali. Vina však padla na jeho bedra, čímž se stal právě pro tento program ideálním „materiálem“.) Program dr. Ludovica měl zajistit, aby se násilníci stali dobrými lidmi. Alex tedy jako symbol nového programu vlády zbavit se zločinu nastoupí léčbu u dr. Brodskyho. Podstatou téhle léčby je podat „pacientovi“ dávicí léky, načež jej „poslat do kina“ - přinutit dívat se na několikahodinové filmy o násilí. Výsledek – násilí má člověk poté navždy spojeno s pocitem nevolnosti. Tedy sotva pomyslí na násilí, či se o něj dokonce pokusí, vyvolá to v něm zvracení, a násilí tak nebude schopen vykonat. Vedlejším účinkem této léčby však byla – bohužel? – také nenávist k hudbě, která byla kulisou pro promítané filmy (pro Alexe naneštěstí také Beethoven). A tak je po 14 dnech léčby představen společnosti na malém představení – zkoušce. Tam do něj mlátí a svádí jej, avšak on je jako malé děcko neschopen jakéhokoliv činu. Je tedy propuštěn na svobodu.

### 3.část
Alex se tedy vrací do zcela změněného starého světa. Doma nachází svůj pokoj v rukou cizího člověka, kterému rodiče dočasně poskytli pronájem. Jeho parta je také rozpuštěna – Jiřík byl zabit na nějaké akci, o Pítrsovi nikdo nic neví a s Tupounem se Alex setká, aniž by chtěl. V knihovně jej pozná jedna z jeho obětí, která si pokouší vylít svůj hněv jeho lynčováním. Na(ne)štěstí brzy přijede policie, kde je jako jeden z policistů zaměstnán Tupoun a druhý, Billy, byl členem nepřátelské party. Zavezou Alexe daleko za město, kde jej zmlátí a zanechají napospas osudu. Omlácený se doplazí k nejbližšímu domu, který jej láká svým nápisem DOMOV. Uvnitř si uvědomí, že tu již jednou byl – surově zmlátil majitele a znásilnil jeho ženu (ta později v důsledku toho zemřela). Zdá se, že majitel teď Alexe nepoznává a ochotně mu pomáhá. Zavolá své přátele, příslušníky prapodivné politické strany, kteří chtějí Alexe použít jako zbraň proti nynější vládě – prezentovat jej jako oběť moderní doby. Dalšího dne zjišťuje, co to znamená být obětí, když se probudí v pokoji, kde ze všech stran hraje hlasitě nezastavitelná hudba. Tenhle pocit je pro něj natolik nesnesitelný, že raději vyskočí z okna.
Za několik dní se probouzí v nemocnici. Při myšlence na násilí mu již není zle a ministr vnitra přichází s nabídkou vyrovnání. Pomohl mu od předchozí léčby, věnuje Alexovi stereo a práci, pročež on má podpořit jeho vládu. Alex samozřejmě souhlasí.
Po návratu z nemocnice se vše vrací do starých kolejí. Náš Pokorný Vypravěč nám představuje novou partu – velmi podobnou té staré. Jediná změna je pouze v tom, že se Alex bitek nezúčastňuje, ale vydává pouze rozkazy. Nebaví ho to, jelikož ve dne dělá za slušné peníze práci, která ho baví, a náhle se mu nechce riskovat pro svou partu, ba ani utrácet. Při procházce potká v kavárně Pítrse. Zjistí, že je již ženatý a má pěknou manželku, která jej miluje. Dokonce ani nemluví tzv. týnovskou mluvou. Naopak Alex je pro smích, že jí ještě hovoří. Alex zatouží po tom samém úspěchu. A tak Alex dospěje v 19 letech, kdy vlastní rozsáhlé záznamy v trestním rejstříku, má za sebou pokus o sebevraždu a o drogových zkušenostech a alkoholismu ani nemluvě.
Přesto se nedá říct, že by se polepšil. Alex nikdy nepřiznal, že by udělal něco špatně, ani kvůli svým činům necítil žádnou lítost. Naopak se neustále prezentuje jako oběť.

## Úryvek z díla
„CO teda jako bude, he?“
To jsem byl já, teda Alex, a tři moji frendíci, to jako Pítrs, Jiřík a Tupoun, kterej je opravdu tupej, a seděli jsme v mlíčňáku Korova a decidovali se, co budeme ten večer dělat, když je venku zima jak v prdeli, i když aspoň že neprší. Mlíčňák Korova byl typickej plac plus-mlíko, a vy jste už, bratři moji, snad pozapomněli, jak tyhle placy vypadaly, věci se dnes tak kvikle měněj a všichni strašně rychle zapomínaj a ani noviny se moc nečtou. Takže to byl takovej plac, kde se prodávalo mlíko plus něco k tomu, nesměl se tam prodávat chlast, ale neexistoval tehdá zákon, aby nemohli strčit nějaký věšči do starýho mlíka, takže jste to mohli drinkat se syňágou, toldou nebo hňácpem nebo s pár jinejma věščma, který vám poskytly nádhernou chorošnou čtvrthodinku, ve který ste oslavovali Boga se všema Svatejma a andělskýma chórama, který ste klíďo strčili do kapsy a v hedce vám přitom vypalovaly rachejtle. Nebo ste mohli drinkat mlíko s nožema, jak jsme tomu říkali, což vás posílilo a nachystalo na malou svinskou přesilovku, právě tohle jsme si drinkali toho večera, o kterým jsem vám začal povídat.
(Anthony Burgess "Mechanický pomeranč" Praha Volvox Globator 1992, str. 7, překlad Ladislav Šenkyřík)

## Filmová adaptace
- 1965 Vinyl Americký film. Režie: Andy Warhol, hrají: Gerard Malanga, Edie Sedgwick, Ondine, Tosh Carillo[3]
- 1971 Mechanický pomeranč Anglický film. Režie: Stanley Kubrick, hrají: Malcolm McDowell, Patrick Magee, Warren Clarke. Film byl nominován na 4 Oscary.